# باسلة (اسم)
بَاسِلَة هو اسم علم مؤنث من أصل عربي، وجاء الاسم على صيغة الفاعل، ومعناه هو الشُجاعة والشديدة.